# 劉廷誥
劉廷誥（1512年—？），字汝欽，號見峰，浙江寧波府慈谿縣人，民籍，明朝政治人物。

## 生平
嘉靖十六年（1537年）丁酉科浙江鄉試第六十五名舉人。嘉靖十七年（1538年）聯捷戊戌科第三甲第十二名進士。授開封府推官，历官工部主事、员外郎，出为袁州府、南康府知府，升福建副使、河南右参政，分守南阳，官至四川按察使，轉广东布政使，三十八年正月考察去职。

## 著作
著有《见峯集》一卷。

## 家族
曾祖劉塏；祖父劉鍊，贈禮部郎中；父劉洪，母樊氏；前母胡氏。慈侍下。從兄劉廷儀（同科進士）。